# Боројевићи (Доњи Кукурузари)
Боројевићи су насељено место у општини Доњи Кукурузари, у Банији, Република Хрватска.

## Историја
Боројевићи су се од распада Југославије до августа 1995. године налазили у Републици Српској Крајини. До територијалне реорганизације у Хрватској насеље се налазило у саставу бивше велике општине Костајница.

## Становништво
На попису становништва 2011. године, Боројевићи су имали 119 становника.

## Попис 1991.
На попису становништва 1991. године, насељено место Боројевићи је имало 294 становника, следећег националног састава:
| Попис 1991.‍ | Попис 1991.‍ | Попис 1991.‍ | Попис 1991.‍ | Попис 1991.‍ |
| ----------- | ----------- | ----------- | ----------- | ----------- |
|             |             |             |             |             |
| Срби        | Срби        |             | 288         | 97,95%      |
| Југословени | Југословени |             | 2           | 0,68%       |
| Хрвати      | Хрвати      |             | 2           | 0,68%       |
| непознато   | непознато   |             | 2           | 0,68%       |
| укупно: 294 |             |             |             |             |